# Liste der Gemeinden im Landkreis Nienburg/Weser

Karte des Landkreises Nienburg/Weser

Die Liste der Gemeinden im Landkreis Nienburg/Weser gibt einen Überblick über die 36 kleinsten Verwaltungseinheiten des Landkreises Nienburg/Weser. Die Kreisstadt ist Nienburg/Weser.

## Beschreibung
Der Landkreis hat eine Gesamtfläche von 1.398,90 km2. Die größte Fläche innerhalb des Landkreises hat der Flecken Steyerberg mit 101,92 km2 als Einzelgemeinde und die Samtgemeinde Uchte mit 284,12 km2 als Gemeindeverband. Nur zwei Gemeinden des Landkreises haben eine Fläche die 100 km2 und größer ist. Die flächenmäßig kleinste Gemeinde ist Rohrsen mit 5,09 km2.
Den größten Anteil an der Bevölkerung des Landkreises von 121.723 Einwohnern hat mit großem Abstand die Kreisstadt Nienburg/Weser mit 32.598 Einwohnern gefolgt von der Stadt Rehburg-Loccum mit 9867 Einwohnern. Die zwei von der Einwohnerzahl her kleinsten Gemeinden sind Gandesbergen mit 528 Einwohnern, und Hämelhausen mit 574 Einwohnern.
Der gesamte Landkreis Nienburg/Weser hat eine Bevölkerungsdichte von 87 Einwohnern pro km2. Die größte Bevölkerungsdichte innerhalb des Kreises hat die Stadt Nienburg/Weser mit 506 Einwohnern pro km2. Die am dünnsten besiedelte Gemeinde ist Stöckse mit 33 Einwohnern pro km2.

## Legende
- Gemeinde: Name der Gemeinde beziehungsweise Stadt
- Wappen: Wappen der Gemeinde beziehungsweise Stadt
- Karte: Zeigt die Lage der Gemeinde beziehungsweise Stadt im Landkreis
- Fläche: Fläche der Stadt beziehungsweise Gemeinde, angegeben in Quadratkilometer
- Einwohner: Zahl der Menschen die in der Gemeinde beziehungsweise Stadt leben (Stand: 31. Dezember 2023[1])
- EW-Dichte: Angegeben ist die Einwohnerdichte, gerechnet auf die Fläche der Verwaltungseinheit, angegeben in Einwohner pro km2 (Stand: 31. Dezember 2023[2])
- Höhe: Höhe der namensgebenden Ortschaft beziehungsweise Stadt in Meter über Normalnull
- Bild: Bild aus der jeweiligen Gemeinde beziehungsweise Stadt

## Gemeinden
| Gemeinde                     | Wappen                                  | Karte                                                         | Fläche  | Einwohner | EW- Dichte | Höhe | Bild                                                                 |
| ---------------------------- | --------------------------------------- | ------------------------------------------------------------- | ------- | --------- | ---------- | ---- | -------------------------------------------------------------------- |
| Landkreis Nienburg/Weser     | Wappen des Landkreises Nienburg/Weser   | Lage des Landkreises Nienburg/Weser in Niedersachsen          | 1.398,9 | 121,723   | 87         |      | Mittlere Weser im Landkreis Nienburg/Weser                           |
| Nienburg/Weser (Stadt)       | Wappen der Stadt Nienburg/Weser         | Lage der Stadt Nienburg/Weser im Landkreis Nienburg/Weser     | 64,45   | 32,598    | 506        | 25   | Weser bei Nienburg; im Hintergrund die St.-Martins-Kirche            |
| Rehburg-Loccum (Stadt)       | Wappen der Stadt Rehburg-Loccum         | Lage der Stadt Rehburg-Loccum im Landkreis Nienburg/Weser     | 99,99   | 9.867     | 99         | 38   | Das 1163 gegründete Zisterzienser-Kloster Loccum                     |
| Steyerberg (Flecken)         | Wappen des Fleckens Steyerberg          | Lage des Fleckens Steyerberg im Landkreis Nienburg/Weser      | 101,92  | 5.182     | 51         | 27   | Der Amtshof                                                          |
| Samtgemeinde Grafschaft Hoya | Wappen der Samtgemeinde Grafschaft Hoya | Lage der Samtgemeinde Grafschaft Hoya im Landkreis Diepholz   | 216,0   | 17,043    | 79         |      | Samtgemeindeverwaltung in Hoya                                       |
| Bücken (Flecken)             | Wappen des Fleckens Bücken              | Lage des Fleckens Bücken im Landkreis Nienburg/Weser          | 32,0    | 2.138     | 67         | 18   | Plastik Esel mit Mönch von Frijo Müller-Belecke                      |
| Eystrup                      | Wappen der Gemeinde Eystrup             | Lage der Gemeinde Eystrup im Landkreis Nienburg/Weser         | 24,05   | 3.583     | 149        | 15   | Eystrup Windmühle                                                    |
| Gandesbergen                 | Wappen der Gemeinde Gandesbergen        | Lage der Gemeinde Gandesbergen im Landkreis Nienburg/Weser    | 6,99    | 528       | 76         | 21   | Ortsansicht in Gandesbergen                                          |
| Hämelhausen                  | Wappen der Gemeinde Hämelhausen         | Lage der Gemeinde Hämelhausen im Landkreis Nienburg/Weser     | 9,07    | 574       | 63         | 19   | Dorfstraße Hämelhausen                                               |
| Hassel                       | Wappen der Gemeinde Hassel (Weser)      | Lage der Gemeinde Hassel (Weser) im Landkreis Nienburg/Weser  | 17,6    | 1.784     | 101        | 20   | Hassel Weser 009                                                     |
| Hilgermissen                 | Wappen der Gemeinde Hilgermissen        | Lage der Gemeinde Hilgermissen im Landkreis Nienburg/Weser    | 54,43   | 2.037     | 37         | 16   | St.-Marien-Kirche zu Wechold                                         |
| Hoya (Stadt)                 | Wappen der Stadt Hoya                   | Lage der Stadt Hoya im Landkreis Nienburg/Weser               | 8,42    | 3.880     | 461        | 14   | Zwergenbrunnen an der Grundschule                                    |
| Hoyerhagen                   | Wappen der Gemeinde Hoyerhagen          | Lage der Gemeinde Hoyerhagen im Landkreis Nienburg/Weser      | 23,0    | 973       | 42         | 15   | Windmühle Hoyerhagen                                                 |
| Schweringen                  | Wappen der Gemeinde Schweringen         | Lage der Gemeinde Schweringen im Landkreis Nienburg/Weser     | 20,0    | 853       | 43         | 20   | Ortsblick in Schweringen IMG 0041                                    |
| Warpe                        | Wappen der Gemeinde Warpe               | Lage der Gemeinde Warpe im Landkreis Nienburg/Weser           | 20,0    | 693       | 35         | 32   | Bushaltestelle Warpe Bornstr                                         |
| Samtgemeinde Heemsen         | Wappen der Samtgemeinde Heemsen         | Lage der Samtgemeinde Heemsen im Landkreis Diepholz           | 73,29   | 6.374     | 87         |      | Das Rathaus Heemsen in Rohrsen                                       |
| Drakenburg (Flecken)         | Wappen des Fleckens Drakenburg          | Lage des Fleckens Drakenburg im Landkreis Nienburg/Weser      | 11,76   | 1.780     | 151        | 24   | Weserwehr von Drakenburg                                             |
| Haßbergen                    | Wappen der Gemeinde Haßbergen           | Lage der Gemeinde Haßbergen im Landkreis Nienburg/Weser       | 17,6    | 1.686     | 96         | 24   | Alte Mühle                                                           |
| Heemsen                      | Wappen der Gemeinde Heemsen             | Lage der Gemeinde Heemsen im Landkreis Nienburg/Weser         | 39,37   | 1.792     | 46         | 23   | Heemsen an der B 209                                                 |
| Rohrsen                      | Wappen der Gemeinde Rohrsen             | Lage der Gemeinde Rohrsen im Landkreis Nienburg/Weser         | 5,09    | 1.116     | 219        | 24   | Gedenkstein in Rohrsen IMG 5967                                      |
| Samtgemeinde Mittelweser     | Wappen der Samtgemeinde Mittelweser     | Lage der Samtgemeinde Mittelweser im Landkreis Nienburg/Weser | 196,19  | 15,602    | 80         |      | Stolzenau Rathaus                                                    |
| Estorf                       | Wappen der Gemeinde Estorf              | Lage der Gemeinde Estorf im Landkreis Nienburg/Weser          | 19,78   | 1.736     | 88         | 31   | Ortsblick in Estorf IMG 8819                                         |
| Husum                        | Wappen der Gemeinde Husum               | Lage der Gemeinde Husum im Landkreis Nienburg/Weser           | 39,84   | 2.329     | 58         | 44   | Fachwerkhaus (ev.-luth. Gemeindehaus)                                |
| Landesbergen                 | Wappen der Gemeinde Landesbergen        | Lage der Gemeinde Landesbergen im Landkreis Nienburg/Weser    | 41,92   | 2.755     | 66         | 31   | Hochzeitsmühle                                                       |
| Leese                        | Wappen der Gemeinde Leese               | Lage der Gemeinde Leese im Landkreis Nienburg/Weser           | 29,65   | 1.682     | 57         | 34   | Historischer Ziehbrunnen in Leese                                    |
| Stolzenau                    | Wappen der Gemeinde Stolzenau           | Lage der Gemeinde Stolzenau im Landkreis Nienburg/Weser       | 65,0    | 7.100     | 109        | 29   | Stolzenau, Weserbrücke                                               |
| Samtgemeinde Steimbke        | Wappen der Samtgemeinde Steimbke        | Lage der Samtgemeinde Steimbke im Landkreis Diepholz          | 185,47  | 7.367     | 40         |      | Samtgemeindeverwaltung Steimbke                                      |
| Linsburg                     | Wappen der Gemeinde Linsburg            | Lage der Gemeinde Linsburg im Landkreis Nienburg/Weser        | 23,5    | 1.012     | 43         | 47   | Jagschloss Linsburg späteres Forsthaus                               |
| Rodewald                     | Wappen der Gemeinde Rodewald            | Lage der Gemeinde Rodewald im Landkreis Nienburg/Weser        | 60,31   | 2.615     | 43         | 25   | St.-Aegidien-Kirche                                                  |
| Steimbke                     | Wappen der Gemeinde Steimbke            | Lage der Gemeinde Steimbke im Landkreis Nienburg/Weser        | 63,06   | 2.458     | 39         | 51   | Steimbke – Rathausplatz; im Hintergrund die Kirche                   |
| Stöckse                      | Wappen der Gemeinde Stöckse             | Lage der Gemeinde Stöckse im Landkreis Nienburg/Weser         | 38,57   | 1.282     | 33         | 45   | Bockwindmühle in Wenden (Stöckse)                                    |
| Samtgemeinde Uchte           | Wappen der Samtgemeinde Uchte           | Lage der Samtgemeinde Uchte im Landkreis Diepholz             | 284,12  | 13,604    | 73         |      | Samtgemeindeverwaltung Uchte                                         |
| Diepenau (Flecken)           | Wappen des Fleckens Diepenau            | Lage des Fleckens Diepenau im Landkreis Nienburg/Weser        | 70,05   | 3.843     | 55         | 44   | Windmühle Lavelsloh                                                  |
| Raddestorf                   | Wappen der Gemeinde Raddestorf          | Lage der Gemeinde Raddestorf im Landkreis Nienburg/Weser      | 33,07   | 1.804     | 55         | 34   | Wassermühle Harrienstedt                                             |
| Uchte (Flecken)              | Wappen des Fleckens Uchte               | Lage des Fleckens Uchte im Landkreis Nienburg/Weser           | 90,69   | 4.835     | 53         | 37   | Der Bahnhof Uchte wird nur noch von der Museumseisenbahn angefahren. |
| Warmsen                      | Wappen der Gemeinde Warmsen             | Lage der Gemeinde Warmsen im Landkreis Nienburg/Weser         | 81,61   | 3.122     | 38         | 46   | Windmühle Mösloh                                                     |
| Samtgemeinde Weser-Aue       | Wappen der Samtgemeinde Weser-Aue       | Lage der Samtgemeinde Weser-Aue im Landkreis Diepholz         | 178,37  | 14,086    | 79         |      | Samtgemeindeverwaltung in Marklohe                                   |
| Balge                        | Wappen der Gemeinde Balge               | Lage der Gemeinde Balge im Landkreis Nienburg/Weser           | 33,07   | 1.654     | 50         | 23   | Wassermühle Blenhorst                                                |
| Binnen                       | Wappen der Gemeinde Binnen              | Lage der Gemeinde Binnen im Landkreis Nienburg/Weser          | 24,79   | 970       | 39         | 24   | Alte Mühle in Binnen IMG 8776                                        |
| Liebenau (Flecken)           | Wappen des Fleckens Liebenau            | Lage des Fleckens Liebenau im Landkreis Nienburg/Weser        | 71,96   | 3.710     | 52         | 26   | Heimathaus Witten Hus                                                |
| Marklohe                     | Wappen der Gemeinde Marklohe            | Lage der Gemeinde Marklohe im Landkreis Nienburg/Weser        | 32,92   | 4.584     | 139        | 25   | St. Clemens Romanus Kirche in Marklohe IMG 9057                      |
| Pennigsehl                   | Wappen der Gemeinde Pennigsehl          | Lage der Gemeinde Pennigsehl im Landkreis Nienburg/Weser      | 24,21   | 1.212     | 50         | 48   | Flug -Nordholz-Hammelburg 2015 by-RaBoe 0333 – Pennigsehl            |
| Wietzen                      | Wappen der Gemeinde Wietzen             | Lage der Gemeinde Wietzen im Landkreis Nienburg/Weser         | 40,41   | 1.956     | 48         | 45   | Kreisstraße 34 in Wietzen Blickrichtung Blenhorst                    |

## Ehemalige Gemeinden
Siehe: Ehemalige Gemeinden des Landkreises Nienburg/Weser